# ダニエル・エリオット (政治家)
ダニエル・エリオット（英語: Daniel Eliot、1646年ごろ – 1702年10月11日）は、イングランド王国の政治家。セント・ジャーマンズ選挙区の代表として20年以上庶民院議員を務めた。

## 生涯
ジョン・エリオットと妻オナー（Honor、旧姓ノートン（Norton）、1652年11月1日埋葬、サー・ダニエル・ノートンの娘）の三男（兄2人が早世したため、実質的には長男）として、1646年ごろに生まれた。1663年7月17日にケンブリッジ大学クライスツ・カレッジに入学した後、1664年から1667年まで外国を旅し、1668年11月3日にリンカーン法曹院に入学した。
1679年3月イングランド総選挙で父の手配を受けて、エリオット家の懐中選挙区であるセント・ジャーマンズ選挙区から出馬し、当選を果たした後、1679年10月、1681年、1685年、1689年、1690年、1695年、1698年と合計7回の総選挙で再選した。議会では王位排除法案に賛成票を投じたが、それ以外では名誉革命まで議会活動が不活発だった。1685年初に父が死去すると、その遺産を継承、同年にコーンウォール統監の初代バース伯爵ジョン・グランヴィルと協議し、同年の総選挙でバース伯爵の義弟を当選させることを代償として、セント・ジャーマンズの地方自治体（corporation）を設立しないことにした。これより、エリオット家はセント・ジャーマンズ選挙区での影響力を維持した。
1688年までにトーリー党所属になったとされ、同年6月にコーンウォールの治安判事に任命された（1702年に死去するまで在任）。1696年に第3代準男爵サー・ジョン・フェンウィックの私権剥奪に反対票を投じた。1701年1月イングランド総選挙でいったん議員を退任したものの、同年4月にセント・ジャーマンズ選挙区の補欠選挙で当選して復帰した。1701年11月イングランド総選挙ではおそらく健康の悪化により出馬せず、議員を退任した。
1702年10月11日に死去、セント・ジャーマンズで埋葬された。1694年に遺言状を書いたとき、領地をエリオット家所有に留まらせるために、遺産をいとこエドワードに譲りつつ、エドワードに自身の娘キャサリンと結婚するよう勧めた。エドワードはキャサリンと結婚しなかったが、最終的にはダニエルの遺産を相続した。

## 家族
1685年7月13日、キャサリン・フレミング（Katherine Fleming、1660年ごろ – 1687年12月20日埋葬、トマス・フレミングの娘）と結婚、1女をもうけた。
- キャサリン（1690年ごろ – 1724年10月14日） - 1707年、ブラウン・ウィリス（英語版）と結婚、子供あり[2]